# Pseudohadena laciniosa
Pseudohadena laciniosa är en fjärilsart som beskrevs av Hugo Theodor Christoph 1887. Pseudohadena laciniosa ingår i släktet Pseudohadena och familjen nattflyn. Inga underarter finns listade.